# 罗马征服伊比利亚半岛
罗马征服伊比利亚半岛是指罗马共和国征服并占领伊比利亚半岛的過程，伊比利亚半岛以前受凯尔特人、伊比利亚人、凱爾特伊比利亞人、阿基坦人以及古迦太基的控制。古罗马在第二次布匿战争期间击败布匿人，奪取現今西班牙南部和东海岸的领土。前197年，罗马人在伊比利亚半岛在建立了两个罗马行省，分別是近西班牙和远西班牙。前19年，羅馬帝國吞併整个半岛。